# Mörlunda
Mörlunda ist eine Ortschaft in der schwedischen Provinz Kalmar län und der historischen Provinz Småland. Der Ort liegt in der Gemeinde Hultsfred.

## Geschichte
Mörlunda heißt so viel wie „Moorwald“ und ist erstmals 1339 urkundlich erwähnt. Die Besiedlung des Emån-Tales (Emådalen) um Mörlunda hat eine lange Geschichte. Seit der Steinzeit sind Ansiedlungen in dieser offenen Landschaft bis zum heutigen Tag ununterbrochen nachgewiesen. Archäologische Funde, Gräber, prähistorische Straßen und Fallen, heilige Quellen, Schlackenberge (Eisengewinnung) sind Zeugen der bewegten Vergangenheit dieser Gegend. Ende des 16. und Anfang des 17. Jahrhunderts hat die dänische Armee den Ort zerstört und gebrandschatzt. Die Kirche von Mörlunda wurde 1845 gebaut, auf demselben Platz wo schon frühere, sehr alte Kirchen, standen. Im 19. Jahrhundert wurden in Mörlunda Märkte abgehalten und die Wirtschaft florierte. Es gab eine Pottaschefabrik, Mühlen, Sägewerke und Möbelfabriken.
In einem Volkspark werden alte, sehenswerte Gebäude von Mörlunda vor dem Verfall bewahrt.

## Geografie
Mörlunda liegt in Südschweden im östlichen Teil des småländischen Hochlandes in einer Wald- und Seenlandschaft zwischen dem Fluss Emån und den Seen Våmmesjö und Lillesjö, etwa 20 km südlich der Stadt Hultsfred. Der Emån gilt als der artenreichste Fluss Südostschwedens. Zu den bekanntesten Fischarten des Emån zählen Wels, Lachse, Meerforellen und Saibling. Der Fluss ist auch international für seine Angelmöglichkeiten und für seine Kanu-Touren (mit unterschiedlichen Schwierigkeitsgraden) bekannt.